# Justus Friedrich Pfaff
Justus Friedrich Pfaff (* 1. Mai 1822 in Hattenbach; † 30. April 1856 ebenda) war ein deutscher Gutsbesitzer und Mitglied der kurhessischen Ständeversammlung.

## Leben
Justus Friedrich Pfaff war ein Sohn des Gutspächters Wilhelm Pfaff und dessen Ehefrau Gertrude Koch. 
Von 1845 bis 1846 hatte er ein Mandat für den kurhessischen Landtag, gewählt aus dem Wahlbezirk Hersfeld-Land.
Die Ständeversammlung wurde nach den Unruhen im Jahre 1830 zum Zweck der Beratung und Verabschiedung einer Verfassung gebildet und hatte bis 1866 Bestand, als das Land Hessen durch Preußen annektiert wurde.